# 粥見町
粥見町（かゆみちょう）は三重県飯南郡にあった町。現在の松阪市飯南町の南半、櫛田川の中流域にあたる。本項では町制前の名称である粥見村（かゆみむら）についても述べる。

## 地理
- 河川：櫛田川、畑井川、相津川、栃川

## 歴史
- 1889年（明治22年）4月1日 - 町村制の施行により、飯高郡粥見村・有間野村・多気郡向粥見村の区域をもって飯高郡粥見村が発足。
- 1896年（明治29年）4月1日 - 粥見村の所属郡が飯南郡に変更。
- 1933年（昭和8年）2月11日 - 粥見村が町制施行して粥見町となる。
- 1956年（昭和31年）8月1日 - 柿野町と合併して飯南町が発足。同日粥見町廃止。

## 地域
教育
- 粥見中学校
- 粥見町立第一小学校
- 粥見町立幼稚園

## 交通

### 道路
- 国道166号

## 出身者
- 杉坂実 - 裁判官